# Khởi nghiệp
Công ty khởi nghiệp (tiếng Anh: startup, start-up hoặc startup company) là những công ty đang trong giai đoạn bắt đầu kinh doanh nói chung. Khái niệm này thường được dùng với nghĩa hẹp để chỉ các công ty công nghệ trong giai đoạn lập nghiệp. Khởi nghiệp là một tổ chức được thiết kế nhằm cung cấp sản phẩm và dịch vụ trong những điều kiện không chắc chắn nhất. Cần phân biệt giữa khởi nghiệp và lập nghiệp (entrepreneurship). Theo ông Trương Gia Bình, Chủ tịch FPT: "Một bên là Khởi nghiệp đổi mới sáng tạo, một bên hiểu là Lập nghiệp (entrepreneurship). Lập nghiệp cũng có thể trở thành doanh nghiệp cực kỳ lớn. Còn nói đến startup phải nói đến đỉnh cao của khoa học công nghệ, nói đến điều thế giới chưa từng làm". Còn theo ông Bùi Thế Duy, Thứ trưởng Bộ Khoa học và Công nghệ: "Doanh nghiệp khởi nghiệp phải dựa trên một công nghệ mới hoặc tạo ra một hình thức kinh doanh mới, xây dựng một phân khúc thị trường mới, nghĩa là phải tạo ra sự khác biệt không chỉ ở trong nước mà với tất cả công ty trên thế giới". Nhiều startups bắt đầu từ chính tiền túi của người sáng lập, hoặc đóng góp từ gia đình và bạn bè. Một số trường hợp thì gọi vốn cộng đồng (crowdfunding). Tuy nhiên, phần lớn các startup đều phải gọn vốn từ các Nhà đầu tư thiên thần (Angel investors) và Quỹ đầu tư mạo hiểm (Venture capital). Công nghệ thường là đặc tính tiêu biểu của sản phẩm từ một startup. Dù vậy, ngay cả khi sản phẩm không dựa nhiều vào công nghệ, thì startup cũng cần áp dụng công nghệ để đạt được mục tiêu kinh doanh cũng như tham vọng tăng trưởng.

## Đặc điểm
- Tính đột phá: tạo ra một điều gì đấy chưa hề có trên thị trường hoặc tạo ra một giá trị tốt hơn so với những thứ đang có sẵn, chẳng hạn như có thể tạo ra một phân khúc mới trong sản xuất (như thiết bị thông minh đo lường sức khoẻ cá nhân), một mô hình kinh doanh hoàn toàn mới (như AirBnb), hoặc một loại công nghệ độc đáo, chưa hề thấy (như công nghệ in 3D).
- Tăng trưởng: Một công ty khởi nghiệp (startup) sẽ không đặt ra giới hạn cho sự tăng trưởng, và họ có tham vọng phát triển đến mức lớn nhất có thể. Họ tạo ra sự ảnh hưởng cực lớn, có thể được xem là người khai phá thị trường (như điện thoại thông minh Apple là công ty đầu tiên khai phá và luôn dẫn đầu trong mảng đó sau này)

## Các giai đoạn
- Giai đoạn 1 - Định hướng: Đây là giai đoạn khởi đầu của tất cả các công ty startups. Tại giai đoạn này, việc triển khai các ý tưởng đầu tiên và lên kế hoạch thực hiện là cực kỳ quan trọng. Nếu không có sự chuẩn bị kỹ lưỡng, cẩn thận, startups sẽ rất dễ lạc lối ngay từ bước chân khởi đầu. Khi đã xác định được ý tưởng và xây dựng kế hoạch chỉnh chu, sẽ là thời điểm các thành viên trong nhóm bắt tay vào thực hiện.
- Giai đoạn 2 - Thử thách: Sau khi kết thúc giai đoạn 1, đây sẽ là quãng thời gian khó khăn nhất đối với các startups. Đa phần hầu hết công ty startup tại Việt Nam không thể vượt qua giai đoạn này và nhanh chóng đi đến thất bại hoặc phải thay đổi mô hình. Thời điểm này, các thành viên thường sẽ bị "vỡ mộng", do kết quả đặt ra không cách nào đạt được như mong muốn, kể cả các yếu tố khách quan và chủ quan tác động đến khiến cho số lượng nhân sự giảm phi mã so với lúc khởi đầu.
- Giai đoạn 3 - Hoà nhập: Đây được xem như là giai đoạn phục hồi sau khó khăn của các startups. Năng suất lao động tăng, các thành viên bắt đầu làm việc ăn ý và hiểu nhau hơn. Công ty bước đầu xuất hiện các dấu hiệu hy vọng như đạt được doanh thu, tăng trưởng dương hoặc không bị thua lỗ quá nhiều như trước. Các mục tiêu trong ngắn hạn dần dần đạt được, công ty sẽ hướng đến việc xây dựng kiên cố hơn cơ sở hạ tầng và tạo nền móng phát triển kiến trúc thượng tầng, đội ngũ nhân sự để phục vụ cho các kế hoạch "dài hơi".
- Giai đoạn 4 - Phát triển: Là giai đoạn lý tưởng nhất, là mục tiêu hướng đến của các startups. Ở giai đoạn này, các co-founders sẽ đề ra những kế hoạch, nhưng mục tiêu dài hạn. Bộ máy doanh nghiệp bắt đầu đi vào "guồng", trở nên hệ thống hơn, chặt chẽ hơn. Kinh nghiệm, kỹ năng chuyên môn của đội ngũ nhân sự sẽ giúp công ty đạt được những bước phát triển thần tốc.